# Пакарклис, Повилас
Повилас Пакарклис (лит. Povilas Pakarklis; 23 июня 1902, д. Смилгяй (ныне — Купишкский р-н, Литва) — 23 ноября 1955, Вильнюс) — литовский историк, юрист. Профессор (1943), член-корреспондент АН Литвы (1946), доктор юридических наук (1951).

## Биография
Родители были фермерами и владели 20 га земли. Повилас был самым младшим из трех детей.
В 1923 году — окончил гимназию в Купишках.
В 1923 — 1927 учился в гимназии г. Паневежис.
Затем поступил в Литовский университет на факультет теологии и философии.
В 1930 году на протяжении одного семестра учился в Мюнхенском университете.
В ноябре 1930 арестован за «антигосударственный» памфлет.
В 1931 приговорен к лишению свободы, освобожден в том же году.
С 1932 начал печататься в советских газетах.
В 1932 — 1934 изучал право на юридическом факультете в университете Витовта Великого.
В 1935 — 1940 — прокурор Каунасского окружного суда.
В 1938 совершил двухмесячное турне по европейским странам и посетил Италию, Бельгию, Францию, Польшу. Весной и летом 1939 дважды побывал в СССР.

## Советский период
В 1940 министр юстиции Народного правительства, в 1940 — 1944 народный комиссар юстиции.
В 1940 депутат Народного Сейма.
В 1940 — 1941 преподавал уголовное право в Вильнюсском университете. С 1940 — доцент.
В 1941 — 1943 — преподавал в юридическом институте (Алма-Ата).
В 1943 — 1944 — преподавал в Московском юридическом институте.
В 1946 — 1948 директор Института истории АН Литвы.

## Сфера исследований
Участвовал в археографической экспедиции в Восточную Пруссию (Калининградская область), во время которой были обнаружены рукописи К. Донелайтиса, М. Претория.
Исследовал борьбу литовцев с крестоносцами, положение литовского населения под властью Тевтонского ордена, историю католической церкви. Наиболее значительными исследованиями Пакарклиса являются «Малая Литва в отражении немецкой науки» («Mažoji Lietuva vokiečių mokslo šviesoje». — Каунас, 1935), «Борьба литовцев против крестоносцев» («Lietuvių kova prieš kryžiuočius». — Паневежис, 1945), «Очерк государственного строя Тевтонского ордена» («Kryžiuočių valstybės santvarkos bruožai». — Каунас, 1948).

## Горсударственные награды
В 1947 г. на основании Указа Президиума Верховного Совета СССР «О награждении орденами и медалями работников сельского хозяйства, промышленности, науки, культуры и искусства Литовской ССР» П. Пакарклис был удостоен ордена Трудового Красного Знамени.

## Бибилиография
- Klaipėdos srities gyventojų tautybė prieš vokiečių ordino atėjimą. — Kaunas, 1933.
- Vokiečiai apie Mažąją Lietuvą. — Kaunas, 1935.
- Mažoji Lietuva vokiečių mokslo šviesoje. — Kaunas, 1935.
- Lietuvių vokietinimas Mažojoje Lietuvoje. — Maskva, 1942.
- Iš lietuviškos Rytprūsių praeities.- Tiesa, 1945.
- Lietuvių kova prieš kryžiuočius. — Panevėžys, 1945.
- Kryžiuočių valstybės santvarkos bruožai. — Kaunas, 1948.
- Popiežiai — lietuvių tautos priešai. — Kaunas, 1948.
- Ekonominė ir teisinė katalikų bažnyčios padėtis Lietuvoje XV—XIX a. — Vilnius, 1960.
- Prūsijos valdžios gromatos, pagraudenimai ir apsakymai lietuviams valstiečiams. — 1960.
- Raštai. — Vilnius, 1987.
- Popiežių bulės dėl kryžiaus žygių prieš prūsus ir lietuvius XIII a. (sudarė P. Pakarklis, parengė Edvardas Gudavičius, Alvydas Nikžentaitis). — Vilnius, Mokslas.- 1987.